# Chloé Chevalier
Chloé Chevalier (ur. 2 listopada 1995 w Saint-Martin-d’Hères) – francuska biathlonistka, trzykrotna medalistka mistrzostw świata juniorów. Młodsza siostra Anaïs Chevalier.

## Kariera
Po raz pierwszy na arenie międzynarodowej pojawiła się w 2012 roku, startując na igrzyskach olimpijskich młodzieży w Innsbrucku. Zajęła tam 12. miejsce w sprincie, 15. w biegu pościgowym i trzecie w sztafecie mieszanej. Podczas rozgrywanych trzy lata później mistrzostw świata juniorów w Mińsku zdobyła złoty medal w sztafecie oraz brązowy w sprincie. Zdobyła także brązowy medal w biegu pościgowym na mistrzostwach świata juniorów w Cheile Grădiştei w 2016 roku.
W Pucharze Świata zadebiutowała 18 grudnia 2015 roku w Pokljuce, zajmując 69. miejsce w sprincie. Pierwsze punkty zdobyła 11 stycznia 2018 roku w Ruhpolding, gdzie zajęła 20. miejsce w biegu indywidualnym. 7 marca 2020 roku w Novym Měscie wspólnie z Julią Simon, Justine Braisaz i Anaïs Bescond zajęła drugie miejsce w sztafecie. Na podium indywidualnych zawodów tego cyklu jedyny raz stanęła 19 stycznia 2023 roku w Rasen-Antholz, kończąc sprint na drugiej pozycji. Na podium rozdzieliła tam Włoszkę Dorotheę Wierer i Szwedkę Elvirę Öberg.
Na mistrzostwach świata w Pokljuce w 2021 roku zajęła ósme miejsce w sztafecie. Na rozgrywanych dwa lata później mistrzostwach świata w Oberhofie była między innymi czwarta w sztafecie i trzynasta w biegu masowym.
W styczniu 2025 zakończyła karierę.

## Osiągnięcia

### Mistrzostwa świata
| Rok  | Miejscowość | Konkurencje | Konkurencje | Konkurencje | Konkurencje | Konkurencje | Konkurencje | Konkurencje |
| Rok  | Miejscowość | IN          | SP          | PU          | MS          | RL          | MR          | SR          |
| ---- | ----------- | ----------- | ----------- | ----------- | ----------- | ----------- | ----------- | ----------- |
| 2021 | Pokljuka    | –           | –           | –           | –           | 8.          | –           | –           |
| 2023 | Oberhof     | 33.         | 15.         | 19.         | 13.         | 4.          | –           | –           |

### Mistrzostwa świata juniorów
| Rok  | Miejscowość      | Konkurencje | Konkurencje | Konkurencje | Konkurencje | Konkurencje | Konkurencje | Konkurencje |
| Rok  | Miejscowość      | IN          | SP          | PU          | MS          | RL          | MR          | SR          |
| ---- | ---------------- | ----------- | ----------- | ----------- | ----------- | ----------- | ----------- | ----------- |
| 2012 | Kontiolahti      | 22.         | 55.         | 39.         | nd.         | 7.          | nd.         | nd.         |
| 2013 | Obertilliach     | 6.          | 8.          | 8.          | nd.         | 5.          | nd.         | nd.         |
| 2014 | Presque Isle     | 5.          | 6.          | 20.         | nd.         | 6.          | nd.         | nd.         |
| 2015 | Mińsk            | 17.         | 3.          | 5.          | nd.         | 1.          | nd.         | nd.         |
| 2016 | Cheile Grădiştei | 7.          | 5.          | 3.          | nd.         | 6.          | nd.         | nd.         |

### Puchar Świata

#### Miejsca w klasyfikacji generalnej
| Sezon     | Miejsce |
| --------- | ------- |
| 2015/2016 | -       |
| 2017/2018 | 73.     |
| 2018/2019 | 101.    |
| 2019/2020 | 53.     |
| 2020/2021 | 40.     |
| 2021/2022 | 22.     |
| 2022/2023 | 16.     |
| 2023/2024 | 64.     |

#### Miejsca na podium indywidualnie
| Lp. | Dzień       | Rok  | Miejscowość | Konkurencja      | Lokata | Pudła | Czas biegu | Strata | Zwycięzca       |
| --- | ----------- | ---- | ----------- | ---------------- | ------ | ----- | ---------- | ------ | --------------- |
| 1.  | 19 stycznia | 2023 | Anterselva  | Sprint na 7,5 km | 2.     | 0+0   | 20:59,6    | + 2,8  | Dorothea Wierer |